# Коган, Ефим Ефимович
Ефи́м Ефи́мович Ко́ган (20 марта 1920, Одесса — 18 марта 1973, там же) — советский шахматист и тренер, мастер спорта СССР (1963), заслуженный тренер СССР (1968) и Украинской ССР (1969).

## Биография
Выпускник исторического факультета Одесского университета. Учитель истории. Председатель Одесской шахматной секции, инструктор по шахматам в Одесском доме офицеров.
Участник Великой Отечественной войны. Выпускник Краснодарского минометного училища. Старший лейтенант. Награжден орденом Боевого Красного знамени, орденом Красной звезды, орденами Отечественной войны I и II степеней, орденом Славы III степени, медалями «За отвагу» и «За боевые заслуги».
Серебряный призёр чемпионатов Украинской ССР 1951 и 1954 гг. (дважды разделил 2—4-е места).
В составе сборной Украинской ССР бронзовый призёр командного чемпионата СССР 1951 г., участник аналогичного турнира 1948 г.
В период с 1946 по 1961 гг. пять раз становился чемпионом Одессы, три раза — чемпионом Одесской области.
Тренер чемпионки мира по шахматам Е. И. Быковой (1958). Также работал с Я. П. Юхтманом, М. Я. Подгайцем, В. Б. Тукмаковым, Н. А. Лёгким, К. З. Лернером, В. С. Эйнгорном, С. А. Палатником.